# دواء إيميدي معدل للمناعة
الأدوية الإيميدية المعدلة للمناعة (بالإنجليزية: Immunomodulatory imide drugs)، رمزها «آي إم آي دي»، فئة من معدلات المناعة (أدوية تعدل الاستجابة المناعية) تحوي مجموعة إيميد. تشمل هذه الفئة الثاليدوميد ونظائره (الليناليدوميد والبوماليدوميد والإيبيردوميد). قد يُطلق على هذه العوامل «معدلات السيريبلون»، وهو بروتين تستهدفه هذه الأدوية. يشير الرمز «آي إم آي دي» إلى كل من «دواء معدل مناعي» و«الصيغة الإيميدية».
تسارع تطوير نظائر الثاليدوميد بعد اكتشاف خصائصه الدوائية المثبطة للتكون الوعائي والمضادة للالتهاب، وهذا كشف طريقةً جديدةً لمكافحة السرطان وبعض الأمراض الالتهابية بعد حظر استخدامه عام 1961. ترافق استخدام الثاليدوميد مع عدد من الاضطرابات الصحية مثل التأثيرات الجانبية الماسخة وارتفاع معدل وقوع التفاعلات العكسية الأخرى وضعف الانحلال في الماء وسوء الامتصاص من الأمعاء.
في عام 1998، وافقت إدارة الغذاء والدواء الأمريكية على استخدام الدواء في علاج الورم النخاعي المتعدد المشخص حديثًا تحت قواعد صارمة. قاد هذا إلى تطوير عدد من النظائر التي تترافق مع آثار جانبية أقل وفعالية أعلى شملت الليناليدوميد والبوماليدوميد اللذين دخلا الأسواق حاليًا من تصنيع شركة سلجين.

## التاريخ
دخل الثاليدوميد سوق الأدوية بدايةً في جمهورية ألمانيا الاتحادية (ألمانيا الغربية) تحت اسم كونتيرجان في الأول من أكتوبر من عام 1957 من تصنيع شركة غرونينتال للكيميائيات. صُنف الدواء بدايةً ضمن المهدئات أو المنومات، لكنه استُخدم أيضًا لتثبيط الإقياء في الإعياء الصباحي لدى الحوامل.
حُظر استخدام الدواء عام 1961 بعد ملاحظة تأثيراته الماسخة، وترافق استخدامه أيضًا مع مشكلات أخرى مثل ارتفاع معدل وقوع التأثيرات العكسية مع ضعف الانحلال في الماء وسوء الامتصاص من الأمعاء. شملت التأثيرات العكسية اعتلال الأعصاب المحيطية في أغلب المرضى والإمساك والانصمام الخثاري والاختلاطات الجلدية.
اكتشفت خصائص الثاليدوميد المضادة للالتهاب بعد أربع سنوات من سحبه من الأسواق (بسبب تحريضه لعيوب ولادية شديدة) عندما أدى استخدامه لدى المصابين بالحمامى العقدة الجذامية (إي إن إل) بقصد التسكين إلى تخفيف العلامات والأعراض السريرية للمرض. في عام 1991، اكتشف أن الثاليدوميد يثبط العامل المنخر للورم ألفا، وهو سيتوكين تنتجه البالعات الكبيرة في الجهاز المناعي ووسيط للاستجابة الالتهابية. بالتالي يُعد هذا الدواء فعالًا في مواجهة بعد الأمراض الالتهابية مثل الحمامى العقدة الجذامية. في عام 1994، وُجد أن الثاليدوميد يملك تأثيرًا مثبطًا لتكون الأوعية ومضادًا للأورام ما دفع لزجه في التجارب السريرية لعلاج السرطانات، ومنها الورم النخاعي المتعدد. إن اكتشاف الفعالية المضادة للالتهاب والتكون الوعائي زادت الاهتمام بالأبحاث اللاحقة على الدواء وتصنيع نظائر أكثر أمانًا منه.
كان الليناليدوميد أول النظائر التي دخلت سوق الأدوية، وهو أكثر فعاليةً من الثاليدوميد رغم وجود اختلافين فقط على المستوى الجزيئي، أحدهما إضافة مجموعة أمين في الموقع 4 من حلقة الفثاليك والثاني إزالة مجموعة الكربونيل منها. بدأ تطوير الليناليدوميد في أواخر تسعينيات القرن العشرين، بينما بدأت التجارب السريرية عام 2000. في أكتوبر من عام 2001، أصبح هذا الدواء علاجًا يتيمًا للورم النخاعي المتعدد، وفي منتصف عام 2002، دخل المرحلة الثانية من التجارب السريرية، ومع بداية 2003 دخل المرحلة الثالثة منها.
في فبراير من عام 2003، سرعت إدارة الغذاء والدواء دراسة الليناليدوميد وتطويره لعلاج الورم النخاعي المتعدد الناكس والمعند. في عام 2006، حظي الدواء بالموافقة على الاستخدام في علاج الورم النخاعي المتعدد بالاشتراك مع الديكساميتازون، وووافقت عليه وكالة الأدوية الأوروبية عام 2007. في عام 2008، أظهرت المرحلة الثانية من التجارب السريرية فعالية الدواء في علاج لمفوما لا هودجكن.
كان بوماليدوميد (3-أمينوثاليدوميد) ثاني نظائر الثاليدوميد التي دخلت الاستخدام السريري، وأظهر فعاليةً أكبر من كلا سابقيه. في عام 2001، لوحظ أن البوماليدوميد يثبط تكاثر خلايا الورم النخاعي مباشرةً، وبالتالي يثبط النمو الورمي في الورم والحجرات الوعائية. منح هذا التأثير المزدوج الدواء تأثيرًا أكبر من الثاليدوميد في كل من الوسط المخبري والكائنات الحية. لم يرتبط هذا التأثير بتثبيط العامل المنخر للورم ألفا، لأن المثبطات الفعالة لهذا العامل مثل روليبارم وبنتوكسيفلين لم تثبط نمو خلايا الورم النخاعي والتكون الوعائي.
أبدى بوماليدوميد زيادةً في تنظيم إنترفيرون غاما وإنترلوكين-2 وإنترلوكين-10، ويبدو أن هذا يساهم في فعاليته المثبطة للتكون الوعائي والمقاومة للورم النخاعي.

## التطوير
يمثل جزيء الثاليدوميد مشتقًا اصطناعيًا من حمض الجلوتاميك، ويتألف من حلقة جلوتاريميد وحلقة فثاليك. يُطلق على هذا المركب 2-)2،6-ثنائي أوكسوبيبيريدين-3-إيل) إيزوإينيدول-1،3-دايون وفق تسمية الاتحاد الدولي للكيمياء البحتة والتطبيقية، ويملك مركزًا كيراليًا وحيدًا (مركز غير متصاوغ مرآتيًا). تجددت الجهود الموجهة نحو تطوير الثاليدوميد بعد اكتشاف قدرته على التثبيط الانتقائي للعامل المنخر للورم ألفا. قاد هذا التطوير إلى اكتشاف نظائر جديدة سعى الباحثون لتحسين فعاليتها وإنقاص آثارها الجانبية.
لطالما استخدم الثاليدوميد ضمن مزيج عنقودي عند التطبيق السريري. ترافق استخدام المتصاوغ-إس مع ظهور التأثيرات الماسخة للثاليدوميد، بينما خلا استخدام المتصاوغ-آر من تأثيرات ماسخة، لكنه احتفظ بالتأثيرات المهدئة. سببت هذه المعلومات جدلًا كبيرًا واقترح البعض أن النماذج الحيوانية التي وجد فيها هذان المماكبان لم تكن حساسةً على تأثيرات الثاليدوميد الماسخة. بينت المعلومات اللاحقة حول الأرانب، وهي أنواع حساسة على الدواء، وجود تأثيرات ماسخة لكلا المماكبين. أظهرت المتصاوغات المرآتية للثاليدوميد في الكائنات الحية قدرةً على التحول فيما بينها بسبب وجود الهيدروجين الحمضي غير المتصاوغ مرآتيًا في المركز غير المتناظر، لذا كانت خطة إعطاء متصاوغ مرآتي نقي وحيد لتجنب التأثيرات الماسخة غالبًا إهدارًا للجهد.

### تطوير ليناليدوميد وبوماليدوميد
أمكن تصنيع أحد نظائر الثاليدوميد المهمة عبر استبدال حلقة الفثالويل بالإيزوإندولينون، وًاطلق عليه إي إم-12. من المعتقد أن هذا الاستبدال زاد التوافر الحيوي للمادة نتيجة زيادة استقرارها. أظهرت الدراسات أن هذا الجزيء يملك قدرات مسخية أكبر من الثاليدوميد لدى الجرذان والأرانب والقرود. كانت هذه النظائر أيضًا أكثر قدرةً على تثبيط التكون الوعائي، وكان أمينو-ثاليدوميد وأمينو-إي إم-12 مثبطات فعالةً للعامل المنخر للورم ألفا. حظي هذان النظيران لاحقًا باسمي ليناليدوميد (وهو نظير أميني لإي إم-12) وبوماليدوميد (نظير أميني للثاليدوميد).

## الاستخدام السريري
يُمثل علاج السرطانات وأمراض المناعة الذاتية (منها تلك الناجمة عن الاستجابة للجذام) الاستخدام الأساسي للأدوية الإيميدية المعدلة للمناعة. تشمل استطبابات استخدام هذه العوامل التي حظيت بالموافقة التنظيمية ما يلي:
- متلازمة خلل التنسج النخاعي، وهي حالة سابقة للوكيميا النخاعية الحادة.
- الحمامى العقدة، وهي اختلاط للجذام.
- الورم النخاعي المتعدد.

تشمل الاستخدامات غير المصرح بها طبيًا والتي تبدي علاجًا واعدًا لبعض الحالات ما يلي:
- لمفوما هودجكن.
- الداء النشواني المترافق مع السلاسل الخفيفية.
- التليف النقوي البدئي.
- اللوكيميا النخاعية الحادة.
- سرطان الموثة.
- سرطان الخلية الكلوية النقائلي.